# Viridigona beckeri
Viridigona beckeri är en tvåvingeart som beskrevs av Stefan Naglis 2003. Viridigona beckeri ingår i släktet Viridigona och familjen styltflugor. Inga underarter finns listade i Catalogue of Life.